# Jerry Hausner
Pour les articles homonymes, voir Hausner.
Jerry Hausner, né le 20 mai 1909 et mort le 1er avril 1993 est un acteur américain de radio, de télévision et de cinéma.

## Biographie
James Bernard Hausner dit Jerry naît à Cleveland en Ohio en 1909. Il commence sa carrière au théâtre à Broadway en 1934, où il se produit dans des vaudevilles, avant de rejoindre la radio à Cleveland, et de tenir des seconds rôles à la télévision et au cinéma. Il est connu pour son rôle dans le sitcom I Love Lucy. Un de ses rôles marquants au cinéma est celui du propriétaire de la taverne dans la scène finale du film Les Sentiers de la gloire de Stanley Kubrick.
Il meurt d'une crise cardiaque à l'âge de 83 ans.

## Filmographie
- 1942 : Syncopation : Cockeye (non crédité)
- 1943 : Two Weeks to Live : Reporter (non crédité)
- 1949 : All My Sons : Halliday (non crédité)
- 1949 : Abandoned : Hospital Orderly (non crédité)
- 1949 : Never Fear : Mr. Brownlee
- 1950 : Woman in Hiding : Conventioneer (non crédité)
- 1950 : Outrage : Mr. Denker
- 1950 : To Please a Lady : Spotter in Husing's Booth (non crédité)
- 1950 : The Jackpot : Al Stern (non crédité)
- 1951 : Three Husbands : Joe, the Bartender (non crédité)
- 1951 : You're in the Navy Now : Crew Member (non crédité)
- 1951 : Fourteen Hours : Reporter (non crédité)
- 1951 : Ma and Pa Kettle Back on the Farm : Steve (non crédité)
- 1951 : Hard, Fast and Beautiful : Bit Role (non crédité)
- 1951 : Behave Yourself! : chauffeur de taxi (non crédité)
- 1951 : On the Loose : Gus, Red Mill Waiter (non crédité)
- 1951 : The Lady Pays Off : Cab Driver (non crédité)
- 1951 : The Stooge : Al Borden (non crédité)
- 1951 : Two Tickets to Broadway : Agent Punching Conway (non crédité)
- 1952 : Sailor Beware : Corpsman (non crédité)
- 1952 : Une fois n'engage à rien (Just This Once : Stanley Worth
- 1952 : The Atomic City : John Pattiz
- 1952 : You for Me (en) de Don Weis : Patient (non crédité)
- 1953 : Les Dégourdis de la M.P. (Off Limits : Fishy
- 1953 : The Affairs of Dobie Gillis : Al, Booking Agent (non crédité)
- 1953 : Half a Hero : George Faring (non crédité)
- 1953 : The Bigamist : Roy Esterly (non crédité)
- 1954 : Lucky Me : Street Pitchman (non crédité)
- 1954 : Private Hell 36 : Hausner, Nightclub Owner
- 1954 : Phffft! : Steve (non crédité)
- 1955 : The Naked Street :Louie
- 1957 : Les Sentiers de la gloire (Paths of Glory : le propriétaire de la taverne
- 1960 : Wake Me When It's Over : Military Desk Sergeant (non crédité)
- 1960 : Let's Make Love : Counterman (non crédité)
- 1961 : The Dick Tracy Show
- 1963 : Wives and Lovers : Sardi's Waiter (non crédité)
- 1963 : Un chef de rayon explosif (Who's Minding the Store?) : Smith
- 1964 : The Patsy : Floorman (non crédité)
- 1965 : Patty Duke Show : T.J. Blodgett, Postman
- 1967 : The Monkees : Fight Announcer in S1:E20, "Monkees in the Ring"
- 1969 : Room 222 : Ticket Agent in S1:E24 "The New Boy"
- 1975 : Hugo the Hippo : (voix)